# Новодел (филателия)

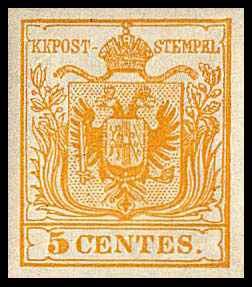
Новодел первой почтовой марки Ломбардо-Венецианского королевства(Mi #1 ND)

Новоде́л — вновь напечатанный почтовым ведомством или с его разрешения знак почтовой оплаты с помощью уже ранее использованных оригинальных печатных форм после прекращения печати того же знака почтовой оплаты для почтового обращения вне зависимости от того, остаются ли ещё в обращении к моменту изготовления новодела изначальные знаки почтовой оплаты или нет.

## Описание
Новоделы не предназначены для продажи в почтовых отделениях и для наклеивания на почтовые отправления для оплаты их пересылки. Они печатаются в основном для нужд филателистов, причём иногда спустя много времени после эмиссии исходных марок. Выпускаемые по заказу почтового ведомства новоделы считаются официальными.
Несмотря на то, что новоделы обычно печатаются с сохранившихся оригинальных печатных форм, полной идентичности добиться бывает сложно, и новоделы, как правило, отличаются в отдельных деталях от марок исходного выпуска. Это могут быть различия в сорте бумаги, клее, оттенках цвета типографской краски.
Новоделы обычно отмечают особым опознавательным знаком на оборотной стороне, к примеру, на почтовых марках Германии ставится аббревиатура «ND» (сокращённо от нем. «Neudruck» — «Новодел»).
Порой тиражи выпущенных новоделов превышают тиражи исходных знаков почтовой оплаты. Например, марок Гельголанда было всего выпущено 1 млн 340 тысяч, тогда как их новоделов напечатали 3 млн 155 тысяч.

## Частные новоделы
Помимо официальных новоделов, различают так называемые частные новоделы, то есть миниатюры, напечатанные с использованием оригинальных печатных форм без разрешения почтового ведомства. В связи с тем, что изготовление частных новоделов становится возможным только после изъятия соответствующего знака почтовой оплаты из почтового обращения и продажи оригинальных типографских клише частным лицам, все гашеные частные новоделы представляют собой погашенные фальсификаты.

## Отличия от других дополнительных выпусков
От новоделов следует отличать новый тираж (новый завод печатания почтовой марки, осуществляемый с помощью оригинальных печатных форм и с применением тех же типографских красок в течение срока, предусмотренного почтовым ведомством для печати данной марки) или допечатку (повторный выпуск знака почтовой оплаты с использованием нового или оригинального, но изменённого (отреставрированного) печатного клише), а также дополнительный тираж (частичный тираж, допечатываемый в дополнение к ранее запланированному тиражу почтовой марки). Коренное отличие состоит в том, что новодел всегда выпускается тогда, когда исходная марка уже вышла из обращения, а также в том, что дополнительный (новый) тираж (допечатка) эмитируются только по заказу почтового ведомства, тогда как новоделы могут быть частными (неофициальными).

## Коллекционирование
Новоделы (официальные) являются объектом коллекционирования и пользуются популярностью у филателистов, создающих специализированные коллекции. Иногда новоделами также заменяют в мотивных или тематических коллекциях дорогие и редкие, а значит, труднодоступные оригинальные почтовые марки.

Новодел маркированной почтовой карточки Имперской почты (Deutsche Reichspost) Германии, первоначально изданной в 1900 году. В качестве знака почтовой оплаты впечатана стандартная марка «Германия» номиналом в 5 пфеннигов